# Misja (film 1986)
Misja (ang. The Mission) – film produkcji brytyjskiej w reżyserii Rolanda Joffé z roku 1986.
W roku 1995, w stulecie narodzin kina, obraz ten znalazł się na watykańskiej liście 45 filmów fabularnych, propagujących szczególne wartości religijne, moralne lub artystyczne.

## Fabuła
Film przedstawia opartą na faktach historię misji założonej i prowadzonej przez jezuitów wśród Indian Guarani.
Rodrigo Mendoza (Robert De Niro) – były łowca niewolników, po zabiciu brata nie widzi sensu swego życia. Skłoniony do pokuty przez misyjnego jezuitę – ojca Gabriela, dźwiga podczas drogi „w górę wodospadów” zawieszony na szyi tłumok ze zbroją. To nałożona przez niego samego pokuta. Dopiero odcięcie balastu przez Indianina uznaje za odpuszczenie swych grzechów i przebaczenie. Pozostaje na misji u Indian, gdzie pracuje ramię w ramię z ludźmi, na których do tej pory polował i sprzedawał. Zostaje jezuitą. Po pewnym czasie do misji przybywa z Europy kardynał Altamirano. Ma on rozstrzygnąć, czy jezuicka misja pozostanie pod zwierzchnictwem Hiszpanii, której prawo zabrania niewolnictwa, czy też wpływy przejmą portugalscy plantatorzy i łowcy niewolników. Okazuje się, że decyzję podjęto, zanim kardynał postawił stopę na amerykańskiej ziemi. Misja ma być zamknięta, a jezuici mają ją opuścić. Indianie nie chcą się jednak zgodzić na opuszczenie misji i szykują się do obrony przed oddziałami kolonistów.

## Obsada
- Robert De Niro jako Rodrigo Mendoza
- Jeremy Irons jako ojciec Gabriel
- Ray McAnally jako kard. Altamirano
- Aidan Quinn jako Felipe Mendoza
- Cherie Lunghi jako Carlotta
- Ronald Pickup jako Hontar
- Chuck Low jako Cabeza
- Liam Neeson jako Fielding
- Sigifredo Ismare jako szaman
- Asuncion Ontiveros jako wódz indiański
- Daniel Berrigan jako Sebastian
- Rolf Gray jako młody jezuita
- Álvaro Guerrero jako jezuita

i inni

## Nagrody i nominacje
W 1987 film był nominowany do Oscara w siedmiu kategoriach (zdjęcia, scenografia, kostiumy, reżyseria, montaż, muzyka filmowa, najlepszy film). Oscara za zdjęcia otrzymał Chris Menges. Film otrzymał także trzy nagrody BAFTA, Złotą Palmę, Złoty Glob oraz nagrody takich organizacji jak ASC, KCFCC i LAFCA.
Film otrzymał 12 innych nagród i 21 nominacji.